# Дібліх
Дібліх (нім. Dieblich) — громада в Німеччині, розташована в землі Рейнланд-Пфальц. Входить до складу району Маєн-Кобленц. Складова частина об'єднання громад Райн-Мозель.
Площа — 17,68 км2. Населення становить 2609 ос. (станом на 31 грудня 2020).

## Галерея

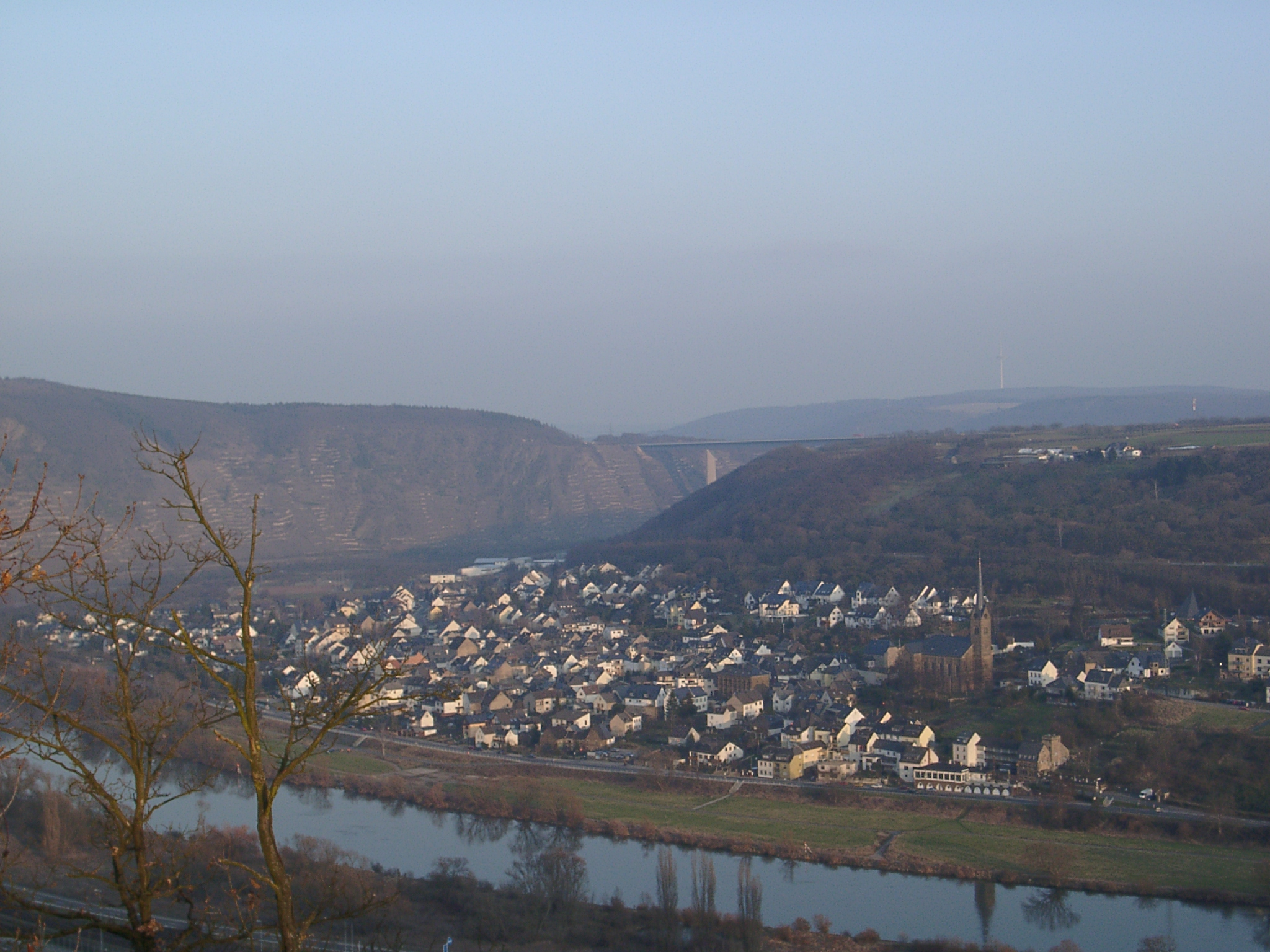
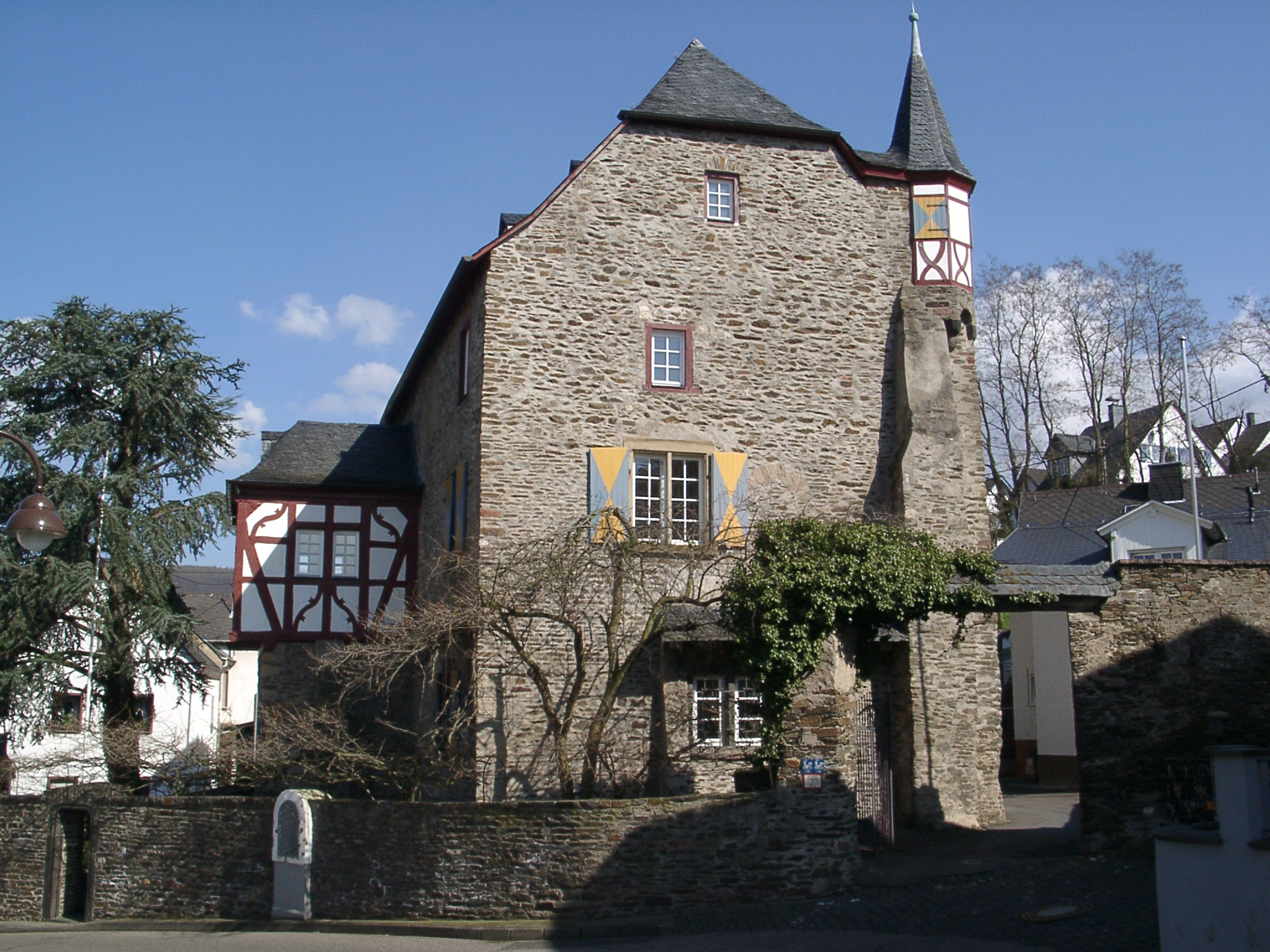
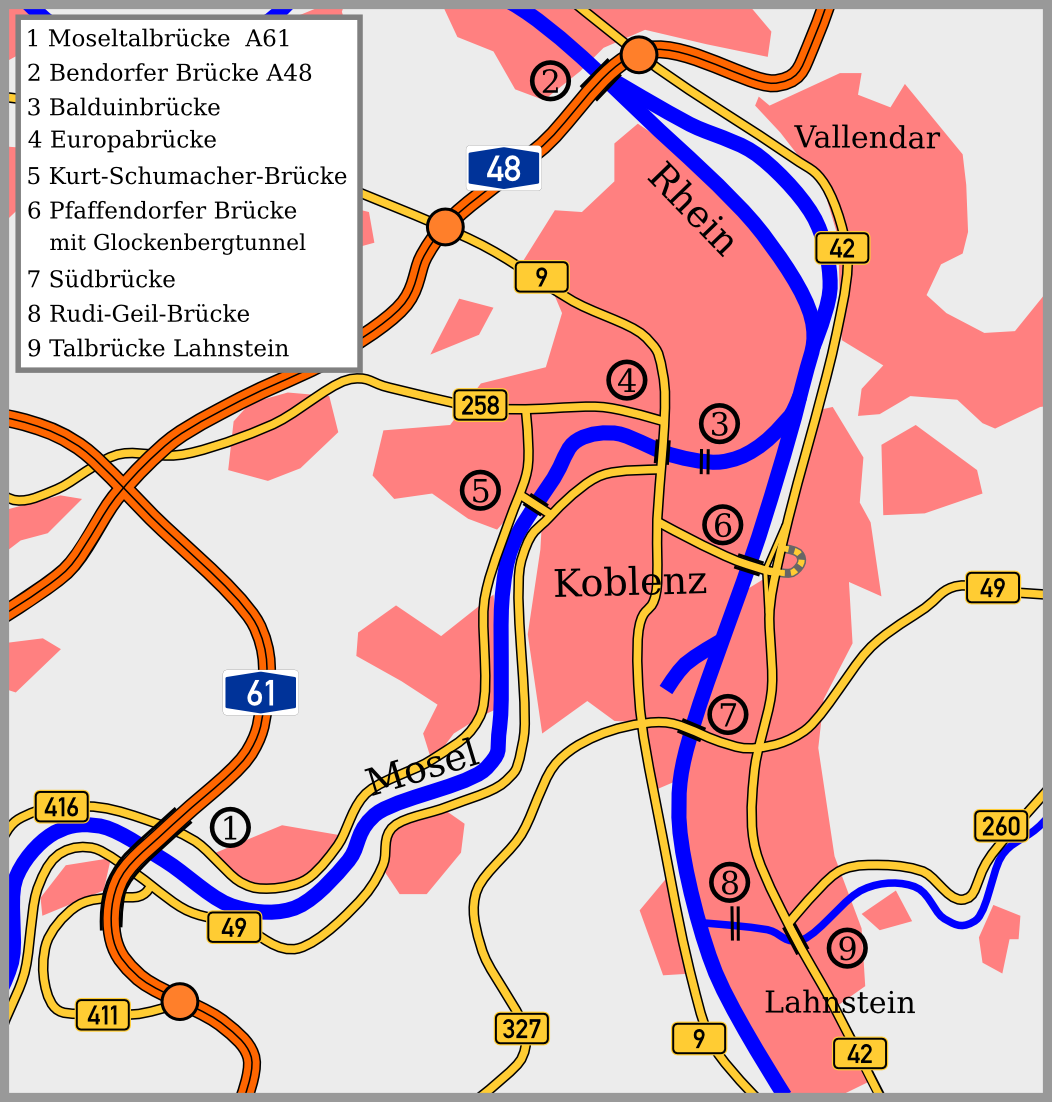
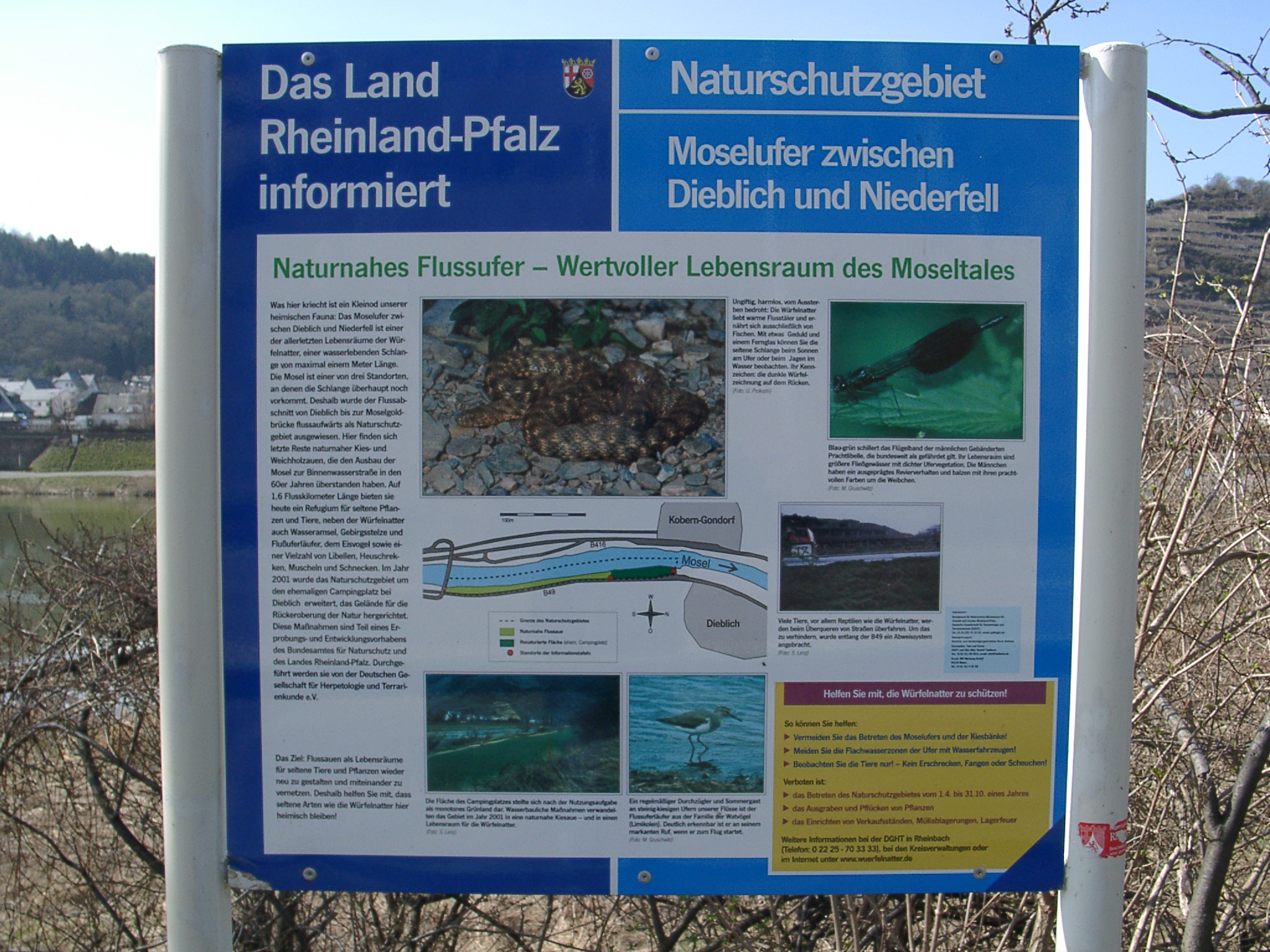